# Centaurea dursunbeyensis
Centaurea dursunbeyensis — вид квіткових рослин айстрових (Asteraceae). Ендемік Туреччини.
Centaurea dursunbeyensis Uysal & Köse мешкає на вапнякових ущелинах у стародавньому лісі Дурсунбей (Баликесір) у західній Анатолії. Належить до C. sect. Phalolepis, а таксономічно його найближчими родичами є C. aphrodisea Boiss. і C. cadmea Boiss.. Число хромосом C. dursunbeyensis, 2n = 36, підраховане в кінчиках коренів.

## Морфологічна характеристика
Багаторічні трави з дерев'янистим кореневищем і прикореневою листковою розеткою. Стебла від прямовисних до висхідних густо-білувато запушені, до 40 см, безперервно розгалужені знизу, з (5)10–20 квітковими головами. Всі листки щільно запушені; прикореневе листя 3–12 × 1–2,5 см, 1–2 перисторозсічені, кінцеві сегменти 5–8 мм завширшки, кінцеві менші за бічні, краї цілі. Серединні листки схожі на прикореневі, верхні з 1–2 бічними частками при основі або рідше прості. Обгортки 7–10 × 5–7 мм, довгасті. Квітки рожево-пурпурові, крайові злегка променисті. Сім'янки кремово-коричневі, ланцетні, 3–4 × 2–2,5 мм, майже голі з рідкісними волосками на верхівці. Папус подвійний, зовнішній ряд 3–4 мм завдовжки, внутрішній ряд ≈ 0,5–0,8 мм завдовжки. Цвіте в липні, плодить у серпні.